# Buckton Castle
Buckton Castle är ett slott i Storbritannien.   Det ligger i distriktet Tameside i Greater Manchester i riksdelen England, i den centrala delen av landet, 250 km nordväst om huvudstaden London. Buckton Castle ligger 314 meter över havet.
Terrängen runt Buckton Castle är kuperad österut, men västerut är den platt. Runt Buckton Castle är det ganska tätbefolkat, med 166 invånare per kvadratkilometer. Närmaste större samhälle är Manchester, 14,9 km väster om Buckton Castle. Trakten runt Buckton Castle består i huvudsak av gräsmarker.